# 조니 헌틀리

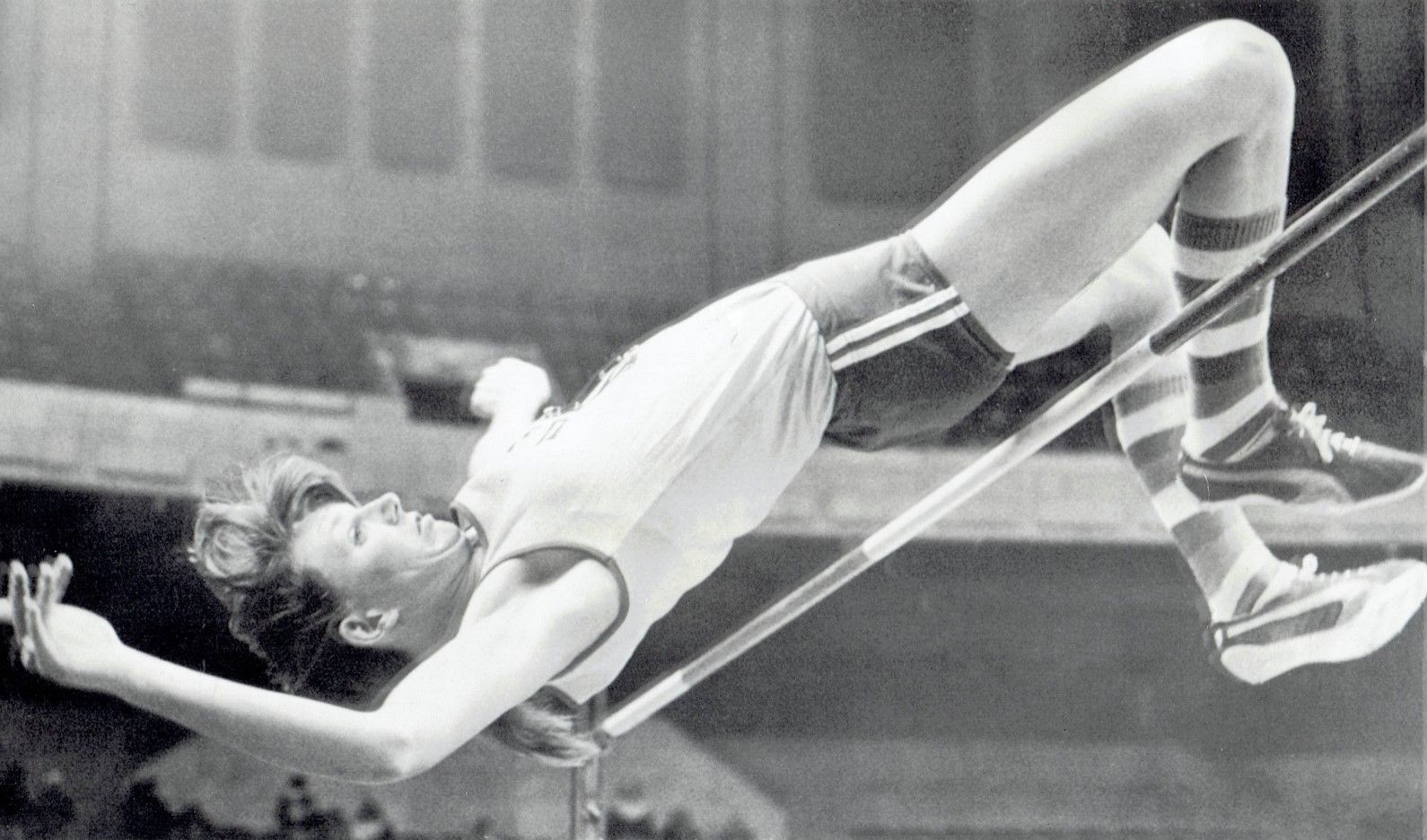

조니 루앤 헌틀리(Joni Luann Huntley, 1956년 8월 4일 ~ )는 1984년 로스앤젤레스 올림픽에서 높이뛰기 동메달을 획득한 미국의 육상 선수이다.
오리건주 맥민빌에서 태어나 셰리든에서 자라온 헌틀리는 셰리든 고등학교에서 수학하였다. 거기서 수학하는 동안에 6 피트가 넘는 첫 고교생이었으며, 국내 고등학교 기록을 세웠다.
오리건 주립 대학교의 졸업생인 그녀는 현재 포틀랜드에 있는 포리스트 파크 초등학교에서 교사로 있으며, 2명의 딸을 두었다.